# Fata cu turban (Vermeer)
 Fata cu turban  sau Fată cu cercel de perlă (neerlandeză Het meisje met de parel) este una din capodoperele pictorului Jan Vermeer van Delft. Pictura se găsește în prezent muzeul Mauritshuis, Haga. Această pictură mai este cunoscută și ca „Mona Lisa Nordului” sau „Mona Lisa olandeză”.

## Descriere

### Originalul
Această pictură este semnată „IVMeer”, dar nu este datată. Este neclar dacă această pictură a fost sau nu comandată; iar dacă da, de către cine. În orice caz nu a fost concepută ca un portret convențional. În schimb, Vermeer a încercat să surprindă momentul în care această fată —a cărei identitate este incertă, dar care se crede că a fost Maria(Maertge), fiica lui Vermeer (lucru fals deoarece aceasta avea doar 11 ani la momentul pictării tabloului - vezi prefața cărții de Tracy Chevalier - Fata cu cercel de perlă - prefață de Mircea Mihăieș) — își întoarce capul spre cineva pe care tocmai l-a remarcat.
La sfatul lui Victor de Stuer, care a încercat mulți ani să preîntâmpine vânzarea în străinătate a lucrărilor rare ale lui Vermeer, A. A. des Tombe a cumpărat lucrarea la o licitație ținută la Haga în 1881 pentru doar doi guldeni și 30 de cenți. În acel moment, starea picturii era foarte gravă. Des Tombe nu a avut moștenitori și a donat această lucrare împreună cu alte picturi muzeului Mauritshuis, în 1902.

### Un fals celebru
În 1937, o pictură foarte asemănătoare (la acea vreme se credea a fi tot de Vermeer) a fost donată de un colecționar, Andrew W. Mellon, Galeriei Naționale de Artă (National Gallery of Art) din Washington, D.C.. Acum se consideră că este un fals. Arthur Wheelock, expert în pictura lui Vermeer, susține într-un studiu din 1995 că este făcută de Theo van Wijgaarden, un artist și falsificator din secolul XX, prieten al lui Han van Meegeren.
Titlul romanului pe care se bazează filmul regizat de Peter Webber Girl with a Pearl Earring din 2003 este inspirat din această pictură.